# Truman O. Angell
Truman Osborn Angell (Providence (Rhode Island), 5 de junio de 1810 — Salt Lake City (Utah), 16 de octubre de 1887), sirvió muchos años como Arquitecto de La Iglesia de Jesucristo de los Santos de los Últimos Días, y fue miembro de la vanguardista compañía de pioneros mormones, entrando en el Valle del Lago Salado el 24 de julio de 1847. Diseñó el Templo de Salt Lake City, la Casa de León, Casa de la Colmena, el Statehouse Territorial de Utah, el Templo de Saint George de Utah, y muchos otros edificios públicos importantes. Sus modificaciones en el Tabernáculo de Salt Lake City lo acreditan por el perfeccionamiento de la acústica por lo que el edificio es famoso. Su hermana, Mary Ann Angell fue una de las esposas de Brigham Young.

## Juventud
Truman Angell nació el tercer hijo de siete nacidos a James W. Angell y Phebe Morton. Entre la edad de 17 y 19, aprendió el oficio de carpintería de un vecino de la casa de su familia. Debido a problemas entre sus padres, a la edad de 21 años, Angell se mudó junto con su mamá a China, Nueva York, cercanos a la familia de ella, lugar donde conoció a su esposa Polly Johnson.

## Contribuciones al movimiento SUD
A la edad de 23 años, Truman O. Angell se unió a La Iglesia de Jesucristo de los Santos de los Últimos Días, junto con su madre y su esposa, y al año siguiente sirvió una misión para su nueva iglesia por 9 semanas recorriendo unas 500 millas. El siguiente verano, Angell y su esposa se mudaron a Lima (Nueva York) y un año después, en 1835 para Kirtland, Ohio, lugar donde Angell ayudó para la construcción del Templo de Kirtland, el primer templo construido por el movimiento de los Santos de los Últimos Días. Seguidamente fue ordenado como miembro del Segundo Quórum de los Setenta, uno de los cuerpos presidentes de la iglesia. 
Su trabajo como arquitecto para la iglesia comenzó anecdóticamente con una conversación que tuviera con el fundador del movimiento SUD, José Smith, un año después de su asignación con los Setenta, poco antes de partir a cumplir con el recién llamado de servir como misionero. Smith se acercó a Angell y le pidió que construyera una bodega, a lo cual Angell respondió que por su asignación con los Setenta estaba a punto de embarcarse a predicar el recién fundado evangelio. Smith le respondió que continuara con su asignación. En las palabras de Angell:

"Al día siguiente miré y ví a la Primera Presidencia de la Iglesia juntos, a una distancia de cuarenta rods. Bajé mi cabeza y continué con mi trabajo. Para ese entonces una voz pareció susurrar, «es tu deber construir ese edificio para el Presidente Smith», y al meditar sobre ello, miré y ví al Hermano José Smith, Jr., cercano a mí. Me dijo, «es tu deber construir ese edificio». Le respondí: «lo sé». De ese modo cambié mi determinación y cedí a la obediencia. Los continuos y numerosos llamamientos para hacer este y aquel trabajo pronto me sucumbieron en un negocio tan profundo que le pregunté al Hermano José si era mi asignación trabajar cercano a casa. Me respondió: «Te daré suficiente trabajo como para veinte hombres».

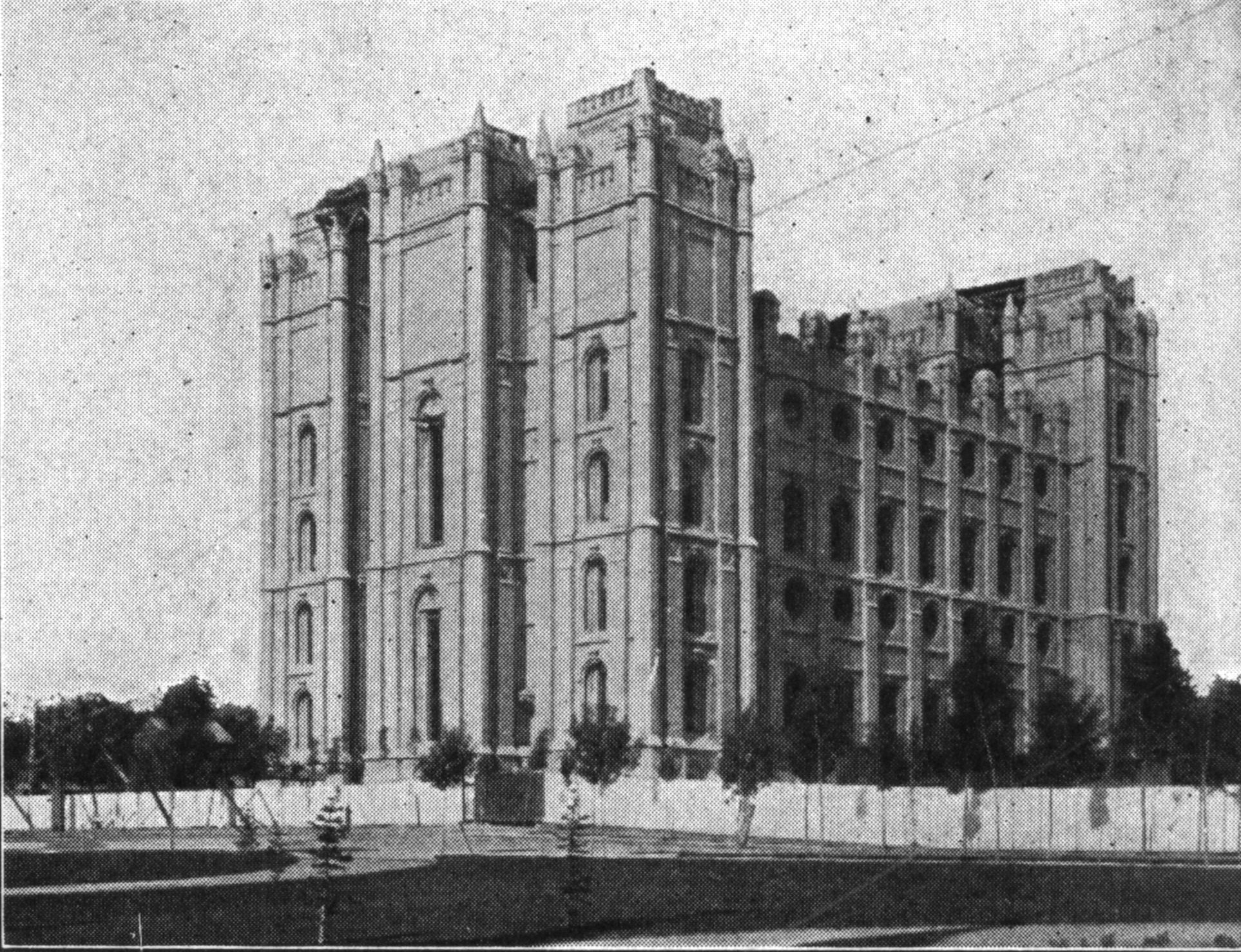
Templo en Salt Lake City, cinco años después de la muerte de Truman O. Angell.

Truman Angell viajó luego con los Santos a Far West (Misuri) y luego a Nauvoo (Illinois).

## Templo de Nauvoo

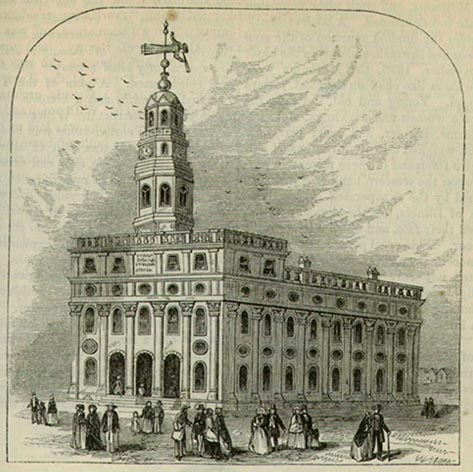
Versión del Templo de Nauvoo publicado en la revista Harper's Magazine.

La siguiente obra de Truman O. Angell fue el Templo de Nauvoo, habiendo sido apuntado como superintendente bajo la dirección del entonces arquitecto de la iglesia William Weeks, llevando a cabo los diseños de la construcción del templo.